# Aerografito
El aerografito es una espuma sintética que consiste en una red porosa interconectada de carbono tubular. Con una densidad de 0.18 mg/cm³ es uno de los materiales estructurales más ligeros, después del Aerogel de grafeno, de 0.16 mg/cm³. Fue desarrollado conjuntamente por un equipo de investigadores en la Universidad de Kiel y la Universidad Técnica Hamburg-Harburg en Alemania, y fue reportado por primera vez en una revista científica en junio de 2012.

## Estructura y propiedades
El aerografito es un material negro sin soporte que puede ser producido en varias formas ocupando un volumen de hasta varios centímetros cúbicos. Consiste en una red sin costuras de tubos de carbono interconectados que tienen diámetros a microescala y un espesor de pared de alrededor de 15 nm. Debido a la relativamente baja curvatura y grande espesor de pared, estas paredes difieren de los esqueletos tipo grafeno de los nanotubos de carbono y recuerda al carbono vítreo en sus propiedades. Estas paredes son a veces discontinuas y contienen áreas arrugadas que mejoran las propiedades elásticas del aerografito. El enlace de los carbonos en el material tiene un cierto carácter de hibridación sp2, como es confirmado por espectroscopia de pérdida de energía de electrones y medidas de la conductividad eléctrica. Tras una compresión externa, la conductividad se incrementa, junto con la densidad del material, desde ~0.2 S/m a 0.18 mg/cm³ hasta 0.8 S/m a 0.2 mg/cm³. La conductividad es más alta para un material más denso, 37 S/m a 50 mg/cm³.
Debido a su estructura de red tubular interconectada, el aerografito resiste fuerzas de tensión mucho mejor que otras espumas de carbono así aerogeles de sílice. Sufre extensas deformaciones elásticas y tiene un muy bajo coeficiente de Poisson. Es posible una completa recuperación de la forma de una muestra de 3 mm de altura después de comprimirse hasta 0.1 mm. Su tensión de rotura (UTS) depende de la densidad del material y es alrededor de 160 kPa a 8.5 mg/cm³ y 1 kPa a 0.18 mg/cm³; en comparación, los más fuertes aerogeles de sílice tienen una UTS de 16 kPa a 100 mg/cm³. Su módulo de Young es aproximadamente 15 kPa a 0.2 mg/cm³ en tensión, pero es mucho menor en compresión, incrementándose desde 1 kPa a 0.2 mg/cm³ hasta 7 kPa a 15 mg/cm³.
El aerografito es superhidrofóbico, así que sus muestras de un tamaño de centímetros repelen el agua; son también bastante sensibles a efectos electrostáticos y espontáneamente saltan a objetos cargados.

## Síntesis

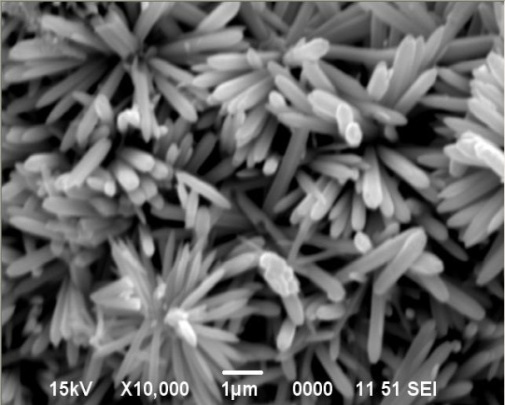
Plantillas similares de ZnO, que tienen varios diámetros y densidades y topología de red, son usadas para la deposición del aerografito.

Es producido por deposición química de vapor, usando una plantilla de ZnO. La plantilla consiste en barras de espesor micrométrico, que puede ser sintetizado mezclando cantidades comparables de polvos de Zn y butiral de polivinilo y calentando la mezcla a 900 °C. La síntesis de aerografito es realizada a ~760 °C, bajo un flujo de gas argón, al cual se le inyectan vapores de tolueno como fuente de carbono. Una capa delgada (~15 nm) y discontinua de carbono es depositada en el ZnO el cual es entonces grabado mediante la adición de gas hidrógeno a la cámara de reacción. Así, la red de carbono remanente sigue de manera cercana la morfología de la plantilla original de ZnO. En particular, los nodos de la red de aerografito se originan de las uniones de las plantillas de ZnO.

## Potenciales aplicaciones
Han sido probados electrodos de aerografito en un capacitor eléctrico de doble capa (EDLC, también conocidos como condensadores de alta capacidad) y soportaron los golpes mecánicos relacionados con los ciclos de carga-descarga y cristalización del electrolito (que ocurre en la evaporación del disolvente). Su capacidad de energía de 1.25 Wh/kg es comparable a la de los electrodos de nanotubos de carbono (~2.3 Wh/kg).

### Ortesis
También puede ser empleado en la suela porosa de las ortesis de tobillo, a fin de reducir el excesivo peso que actualmente tienen las mismas.